# Mary Peltola
Pour les articles homonymes, voir Peltola.
Mary Peltola, née Sattler le 31 août 1973 à Anchorage (Alaska), est une femme politique américaine. Membre du Parti démocrate, elle siège à la Chambre des représentants de l'Alaska de 1999 à 2009. En 2022, elle est élue à la Chambre des représentants des États-Unis en battant Sarah Palin et siège jusqu'en 2025.

## Biographie

### Jeunesse et débuts professionnels
Mary Peltola grandit dans l'Alaska rurale, dans le delta du Yukon-Kuskokwim. Sa mère est une autochtone d'Alaska yupik et son père, enseignant puis pilote, est originaire du Nebraska.
Durant ses études secondaires, elle est pensionnaire d'une école privée à Allentown (Pennsylvanie). Elle étudie ensuite l'éducation primaire à l'université du Nord du Colorado. Durant ses étés, elle travaille parallèlement pour le département du poisson et du gibier de l'Alaska (Alaska Department of Fish and Game) en tant que technicienne spécialisée dans le saumon et le hareng.
En 1996, elle effectue un stage au sein de la législature de l'Alaska puis se présente aux élections dans la région de Bethel. Elle est battue et se reconvertit dans le journalisme.

### Représentante de l'Alaska (1999-2009)
En 1998, elle est finalement élue à la Chambre des représentants de l'Alaska, en battant un élu sortant. Durant son mandat, elle participe notamment à la création du groupe bipartisan le « caucus du bush », qui rassemble les élus ruraux de l'État et qu'elle préside pendant huit années.
Elle a quatre enfants alors qu'elle est élue à la Chambre des représentants de l'Alaska. Après dix ans de mandat, elle choisit de ne pas se représenter en 2008 pour rester plus proche de sa famille. Elle a au total sept enfants avec son mari Gene Peltola Jr..

### Engagement local (2009-2022)

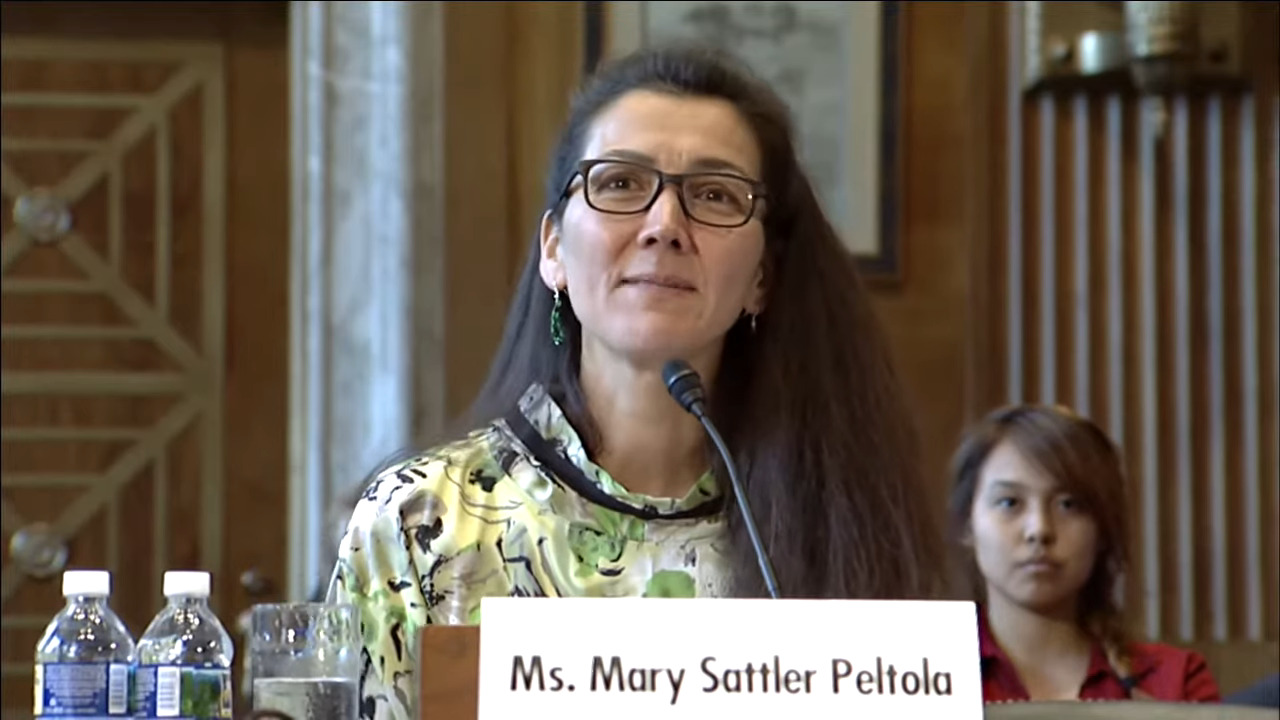
Mary Peltola témoignant devant le Congrès en 2018.

Mary Peltola reste engagée dans la politique locale. En 2010, elle participe à la campagne de la sénatrice républicaine Lisa Murkowski, candidate par écrit, avec qui elle siégeait au sein de la législature. Elle est par ailleurs élue au conseil municipal de Bethel de 2011 à 2013.
Professionnellement, elle occupe de 2008 à 2014 un poste de responsable du développement et de la durabilité pour le projet aurifère Donlin Gold. Elle devient par la suite lobbyiste auprès de la législature de l'Alaska de 2015 à 2017. À partir de 2017, elle dirige la commission intertribale de pêche du fleuve Kuskokwim, avec pour mission la protection des réserves en saumon. Elle est par ailleurs juge au sein du tribunal tribal autochtone Orutsararmuit.

### Représentante des États-Unis (2022-2025)
En 2022, le républicain Don Young meurt après avoir représenté l'Alaska à la Chambre des représentants des États-Unis pendant 49 ans. Mary Peltola choisit de se présenter à la succession du représentant, dont son père était proche. Pour cette élection partielle, l'Alaska expérimente un nouveau mode de scrutin : une élection primaire non-partisane suivie d'une élection générale au scrutin alternatif avec les quatre premiers de la primaire.
Mary Peltola termine en quatrième position de la primaire, derrière les candidats républicains Sarah Palin et Nick Begich III et l'indépendant Al Gross. Ce dernier, proche des démocrates, se retire finalement de la course. Mary Peltola consolide alors le vote démocrate et finit en première position de l'élection partielle, avec environ 40 % des voix contre 31 % pour Palin et 28 % pour Begich. En raison de mauvais reports entre Begich et Palin, Mary Peltola remporte l'élection partielle avec 51,5 % des suffrages face à l'ancienne gouverneure et candidate à la vice-présidence. Elle devient la première femme à représenter l'Alaska à la Chambre des représentants et la première personnalité autochtone d'Alaska élue au Congrès.
Parallèlement à l'élection partielle, Mary Peltola est candidate à l'élection générale de novembre 2022. Elle arrive en tête de la primaire qui se tient le même jour que l'élection partielle, devant Palin, Begich et le libertarien Chris Bye.
Elle prête serment le 13 septembre 2022, devant la présidente de la Chambre des représentants Nancy Pelosi. Elle est réélue lors de l'élection du 8 novembre suivant pour le 118e congrès (2023-2025).
En septembre 2023, son mari décède dans un accident d'avion.
Candidate à sa réélection lors des élections de 2024, elle arrive en tête de la primaire multi-partisane du 20 août. Elle perd toutefois l'élection générale du 5 novembre contre le républicain Nick Begich III.

## Positions politiques
Mary Peltola est considérée comme une démocrate modérée,. Elle est toutefois progressiste sur les questions de société, en faveur d'une loi nationale protégeant le droit à l'avortement. Elle est favorable à davantage de contrôle pour l'achat d'armes à feu, mais elle-même chasseuse elle défend le droit de détenir une arme.
En matière d'environnement, elle soutient certains projets miniers à condition qu'ils bénéficient d'un soutien local et qu'ils respectent les normes environnementales.